# Tatiana Goldobina
Tatiana Goldobina (n. 4 noiembrie 1975, Frunze, Republica Sovietică Socialistă Kirghiză, URSS) este o trăgătoare de tir ce a reprezentat Uniunea Republicilor Sovietice Socialiste, medaliată olimpică. A participat la 3 ediții ale Jocurilor Olimpice (2000, 2004, 2008) în care a câștigat o medalie de argint.